# シグナルグラフ
「シグナルグラフ」は、Annabelの楽曲。彼女の5枚目のシングルとして2012年7月25日にGloryHeavenから発売された。

## 概要
前作「Above your hand」から約2ヶ月ぶりのリリースであり、2012年3枚目のシングル。自身のシングル作品がGloryHeavenからの発売であるのは初。
表題曲「シグナルグラフ」は、テレビアニメ『恋と選挙とチョコレート』のオープニングテーマ、カップリング曲の「STEP AHEAD」は、PSPゲーム『恋と選挙とチョコレート PORTABLE』のオープニングテーマに起用された。自身のシングル表題曲がテレビアニメの主題歌に起用されるのは1枚目のシングル「My heaven」から5作連続、オープニングテーマでの起用は初。
ディスクジャケットには、収録曲が起用された『恋と選挙とチョコレート』に登場するキャラクターである住吉千里、東雲皐月が描かれている。イラストは原作ゲームの原画を手掛ける春夏冬ゆうによる描き下ろし。
表題曲にはPVが製作されており、2012年7月25日、7月27日にYouTube、ニコニコ動画のLantis公式ちゃんねる『Lantisちゃんねる』からPVのフルバージョンがそれぞれ配信された。
公での初歌唱披露は、2012年6月29日に開催された『恋と選挙とチョコレート』のイベント『【特製描き下ろしグッズ化権争奪総選挙】選挙結果発表会』で披露された。

## 批評
CDジャーナルは、「ふわりとしたメロディに高速BPMを包んだハイパーポップ曲。」と評し、声の裏返りにも好意的な評価を下した。

## 収録曲
（全作詞：Annabel、作曲・編曲：myu）
1. シグナルグラフ [4:45]
  - テレビアニメ『恋と選挙とチョコレート』オープニングテーマ
2. STEP AHEAD [4:44]
  - PSPゲーム『恋と選挙とチョコレート PORTABLE』オープニングテーマ
3. シグナルグラフ（inst.）
4. STEP AHEAD（inst.）